# Ciron (fiume)
Il Ciron è un fiume francese, affluente della Garonna.

## Geografia
Il Ciron nasce all'estremità orientale delle Landes de Gascogne, forma le gole del Ciron di Préchac a Villandraut, poi si getta nella Garonna a Barsac, a valle di Langon.
L'umidità portata dal Ciron determina la comparsa di brume mattutine, che favoriscono lo sviluppo sulle vigne del Botrytis cinerea. È grazie a questo fungo che i vigneti del Sauternes e del Barsac devono la loro qualità e la loro reputazione. La lunghezza del suo corso, dalla sorgente allo sfocio nella Garonna, è di 97 km..

## Toponimia
Il nome Ciron trae la sua origine dal latin Sirio, Sirione. Nel medioevo esso si gettava nella Garonna più a nord, a livello di Cérons al quale ha dato il nome che è  Siron in guascone.

## Dipartimenti e principali città attraversate
Dipartimento delle Landes  (40)
Lubbon
Dipartimento di Lot e Garonna  (47)
Houeillès, Allons
Dipartimento della Gironda  (33)
Saint-Michel-de-Castelnau, Préchac, Bernos-Beaulac, Villandraut, Noaillan, Léogeats, Budos, Bommes, Pujols-sur-Ciron, Preignac, Barsac.

## Principali affluenti
(S=sinistra; D=destra)
| - (S) Giscos, di Giscos - (D) Barthos, dei dintorni di Grignols: 22,7 km - (S) Gouaneyre, de Captieux : 23,4 km - (D) Clède, di Lignan-de-Bazas: 8 km - (S) Ballion, an aval de Villandraut: 18,7 km - (S) Hure, de Saint-Symphorien: 33 km - (S) Origne d'Origne e Balizac - (S) Tursan, di Guillos: 17,5 km - (S) Mouliasse, di Landiras: 10,7 km |